# Енторну-ду-Дістріту-Федерал (мікрорегіон)
Енторну-ду-Дістріту-Федерал (порт. Microrregião do Entorno do Distrito Federal) — мікрорегіон в Бразилії, входить в штат Гояс. Складова частина мезорегіону Схід штату Гояс. Населення становить 1 068 417 чоловік на 2006 рік. Займає площу 38 131,576 км². Густота населення — 28,0 чол./км².

## Склад мікрорегіону
До складу мікрорегіону включені наступні муніципалітети:
1. Абадіанія
2. Алешанія
3. Кабесейрас
4. Сідаді-Осідентал
5. Кокалзінью-ді-Гояс
6. Корумба-ді-Гояс
7. Крісталіна
8. Формоза
9. Лузіанія
10. Мімозу-ді-Гояс
11. Нову-Гама
12. Падрі-Бернарду
13. Піренополіс
14. Планалтіна
15. Санту-Антоніу-ду-Дескоберту
16. Валпараїзу-ді-Гояс
17. Віла-Боа
18. Віла-Пропісіу
19. Агуа-Фріа-ді-Гояс
20. Агуас-Ліндас-ді-Гояс

| Бразилія | Це незавершена стаття з географії Бразилії. Ви можете допомогти проєкту, виправивши або дописавши її. |